# Pycnofragilia hamisetosa
Pycnofragilia hamisetosa är en havsspindelart som först beskrevs av Loman, J.C.C. 1908.  Pycnofragilia hamisetosa ingår i släktet Pycnofragilia och familjen Ammotheidae. Inga underarter finns listade i Catalogue of Life.